# Cesare Miceli Picardi
Cesare Miceli Picardi (fl. XX secolo) è stato un attore italiano.

## Biografia
Attore presente in poche pellicole negli anni '60. Di particolare rilievo il suo ruolo in 8½ di Federico Fellini, film nel quale interpreta il ruolo dell'ispettore di produzione.
In alcuni film è accreditato come Cesarino Miceli Picardi.

## Filmografia
- La dolce vita, regia di Federico Fellini (1960)
- 8½, regia di Federico Fellini (1963)
- Il terrorista, regia di Gianfranco De Bosio (1963)
- Via Veneto, regia di Giuseppe Lipartiti (1964)
- Giulietta degli spiriti, regia di Federico Fellini (1965)
- La suora giovane, regia di Bruno Paolinelli (1965)
- Io la conoscevo bene, regia di Antonio Pietrangeli (1965)
- Omicidio per appuntamento, regia di Mino Guerrini (1967)
- Gangsters '70, regia di Mino Guerrini (1968)
- Block-notes di un regista, regia di Federico Fellini (1969)